# Universidad de Lincoln (Nueva Zelanda)
 Universidad  Lincoln  ( en maorí: Te Whare Wānaka o Aoraki) es una universidad de Nueva Zelanda que se formó en 1990 cuando el Lincoln College, se hizo independiente de la Universidad de Canterbury. Sus áreas de estudio de pregrado incluyen agricultura, comercio, informática, ingeniería, medio ambiente, alimentación, ingeniería de montes, horticultura, Comentario de fuentes de información (geografía), planificación del pueblo Maorí, propiedad, diversión, ciencias, transporte y viticultura.
La universidad Lincoln tiene una población estudiantil de más de 60 países.  Su campus principal está situado en 50 hectáreas de terreno situado a unos 15 km  fuera de la ciudad de Christchurch en Lincoln, en la región de Canterbury.
En el año 2017, la universidad tenía 2695 estudiantes equivalentes a tiempo completo (EFTS) y un total de 643 empleados equivalentes a tiempo completo -200 académicos, administrativos y de apoyo 277, de investigación y técnicos 94, comerciales y operativos 72.-

## Historia

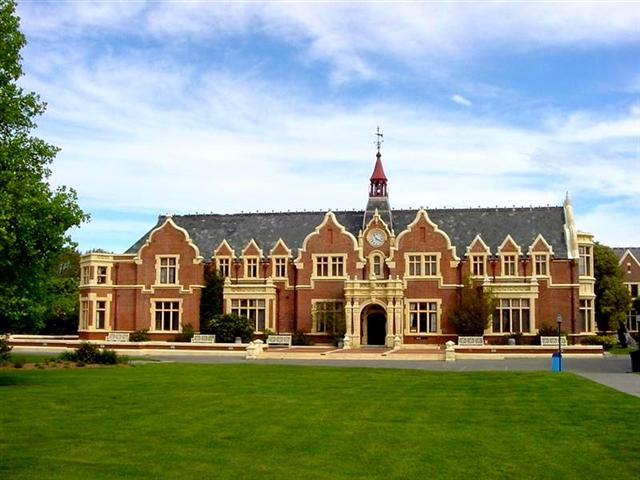
Ivey Hall, Universidad Lincoln.

La universidad Lincoln comenzó su andadura en 1878 como una Escuela de Agricultura.  De 1896 a 1961 sirvió a estudiantes bajo el nombre de "Canterbury Agricultural College", y ofreció títulos de la Universidad de Nueva Zelanda hasta la desaparición de esa institución. De 1961 a 1990, fue conocido como Lincoln College, un colegio constituyente de la Universidad de Canterbury, hasta alcanzar la autonomía en 1990 como Universidad Lincoln. Es la institución de enseñanza más antigua del agricultura en el hemisferio sur. Sigue siendo la universidad más pequeña de Nueva Zelanda y una de las ocho universidades públicas. La Universidad es miembro de la Euroliga de Ciencias de la Vida.
En marzo de 2009, AgResearch anunció que planeaba fusionarse con la Universidad Lincoln, una idea que más tarde se redujo a «compartir el conocimiento».
El 18 de noviembre de 2010, tras un tiempo de consultas, se confirmó que la fusión entre la Lincoln University y Telford Rural Polytechnic seguiría adelante, y que la fusión entraría en vigor el 1 de enero de 2011.
El 18 de junio de 2013, se anunció un nuevo plan para el campus de Selwyn. que incluía el concepto de "Lincoln Hub" anunciado previamente por el Gobierno el 29 de abril de 2013.

## Vida estudiantil
La Asociación de Estudiantes de la Universidad Lincoln (LUSA) ha estado activa en el campus desde 1919. LUSA actúa como representante de los estudiantes en la política universitaria, así como en la prestación de servicios de apoyo a los estudiantes y en la organización de eventos en el campus, como la Fiesta del Jardín y la Semana Santa anuales.
LUSA es central en la organización, el apoyo y la financiación de los clubes en el campus. Estos clubes incluyen pero no se limitan a; Lincoln Soils Society, Club de escalada, Club de apreciación del vino, LSD (Lincoln Snowboarding Department), Club alpino, LEO (Lincoln Environmental Organisation),  el coro del campus de la Universidad Lincoln, Bunch Rides (ciclismo), Lincoln University Rugby Club , Lincoln Malaysian Students Society (LMSS), International Rugby Club, SPACE (estudiantes lesbianas, gais, bisexuales y transexuales en el campus), Boxing Club, Young Farmers Club y Lincoln Christian Fellowship.
La Universidad cuenta con seis residencias universitarias, la más antigua de las cuales es Hudson Hall, construida en 1953. Colombo Hall, Lowrie Hall y Stevens Hall abrieron sus puertas en 1970, y Centennial Hall abrió en 1978, año del centenario de la Universidad Lincoln. La residencia de estudiantes más nueva es Southland Hall, ha sido construida en 1993.

## Unidades académicas
- Facultad de Agronegocios y Comercio: contabilidad, gestión empresarial, economía, gestión agrícola, finanzas, marketing y estudios de propiedad.[12]
- Facultad de Agricultura y Ciencias de la Vida: agronomía, fitopatología, fisiología de cultivos, producción de pasturas, biología de sistemas, modelado informático, ciencias de la alimentación y el vino, entomología; fitopatología y protección de cultivos; ecología, conservación de la vida silvestre; evolución, genética molecular y biodiversidad.[13]

- Facultad de Medio Ambiente, Sociedad y Diseño: ingeniería de recursos naturales y sistemas complejos, diseño ambiental, planificación de recursos, estudios de transporte, arquitectura paisajística, planificación y desarrollo indígena y maorí, gestión recreativa, ciencias sociales, turismo, comunicación y ciencias de prácticas.[14]

## Clasificaciones
Para 2017/2018, la clasificación de la universidad Lincoln es 319, publicado por Clasificación mundial de universidades QS. Lincoln también tiene calificación QS Five Stars. Se sitúa entre las 50 primeras en los campos de Agricultura y Silvicultura (39) y también en Gestión de Hospitalidad y Ocio (48). Lincoln está clasificada en el rango 401-500 según el ranking universitario mundial de 2017 de Clasificación académica de universidades del THE.